# Piedmont (Missouri)
Piedmont és una població dels Estats Units a l'estat de Missouri. Segons el cens del 2007 tenia 1.913 habitants.

## Demografia
Segons el cens del 2000, Piedmont tenia 1.992 habitants, 869 habitatges, i 528 famílies. La densitat de població era de 369,8 habitants per km².
Dels 869 habitatges en un 28,5% hi vivien nens de menys de 18 anys, en un 44,1% hi vivien parelles casades, en un 13,5% dones solteres, i en un 39,2% no eren unitats familiars. En el 35,9% dels habitatges hi vivien persones soles el 23% de les quals corresponia a persones de 65 anys o més que vivien soles. El nombre mitjà de persones vivint en cada habitatge era de 2,19 i el nombre mitjà de persones que vivien en cada família era de 2,79.
Per edats la població es repartia de la següent manera: un 23,3% tenia menys de 18 anys, un 6,7% entre 18 i 24, un 23,6% entre 25 i 44, un 20,7% de 45 a 60 i un 25,8% 65 anys o més.
L'edat mediana era de 42 anys. Per cada 100 dones de 18 o més anys hi havia 76,2 homes.
La renda mediana per habitatge era de 19.490 $ i la renda mediana per família de 23.500 $. Els homes tenien una renda mediana de 27.120 $ mentre que les dones 17.500 $. La renda per capita de la població era d'11.976 $. Entorn del 24,3% de les famílies i el 26,5% de la població estaven per davall del llindar de pobresa.

## Poblacions més properes
El següent diagrama mostra les poblacions més properes.